# SIAT 223 Flamingo
Die SIAT 223 Flamingo ist ein Trainingsflugzeug des deutschen Siebel Flugzeugwerke-ATG GmbH, Donauwörth.

## Entstehung
Durch die Wiederbelebung der zivilen Luftfahrt in Deutschland nach 1955 gab es Bedarf für geeignete Schulflugzeuge. Auch bei der Siebel Flugzeugwerke-ATG in Donauwörth besann man sich daher auf die Tradition im Flugzeugbau. Bereits 1938 war mit der Siebel Si 202 Hummel eine erfolgreiche Konstruktion geglückt. So entschloss man sich 1956 zur Projektierung der Siebel Si 222 Super Hummel, aus der 1959 die SIAT 222 entwickelt wurde. Der Erstflug fand 1961 statt. Bei der abschließenden Trudelerprobung kam der Testpilot und bekannte Kunstflugmeister Albert Falderbaum ums Leben. Bei hinterer Schwerpunktlage konnte das Rückentrudeln nicht beendet werden und beim Ausstieg blieb Falderbaum mit dem Fallschirm hängen. Nach diesem Unfall wurde das Projekt gestoppt.
Die Siebel-ATG beteiligte sich 1960 an einem Wettbewerb um ein leichtes Schulflugzeug, ausgeschrieben vom Bundesministerium für Wirtschaft. Der Siebel-Entwurf SIAT 223, entwickelt aus der SIAT 222, gewann den 1. Preis. Im Jahr 1966 wurde die SIAT 223 erstmals als Attrappe auf der Luftfahrtmesse in Hannover vorgestellt.

## Geschichte

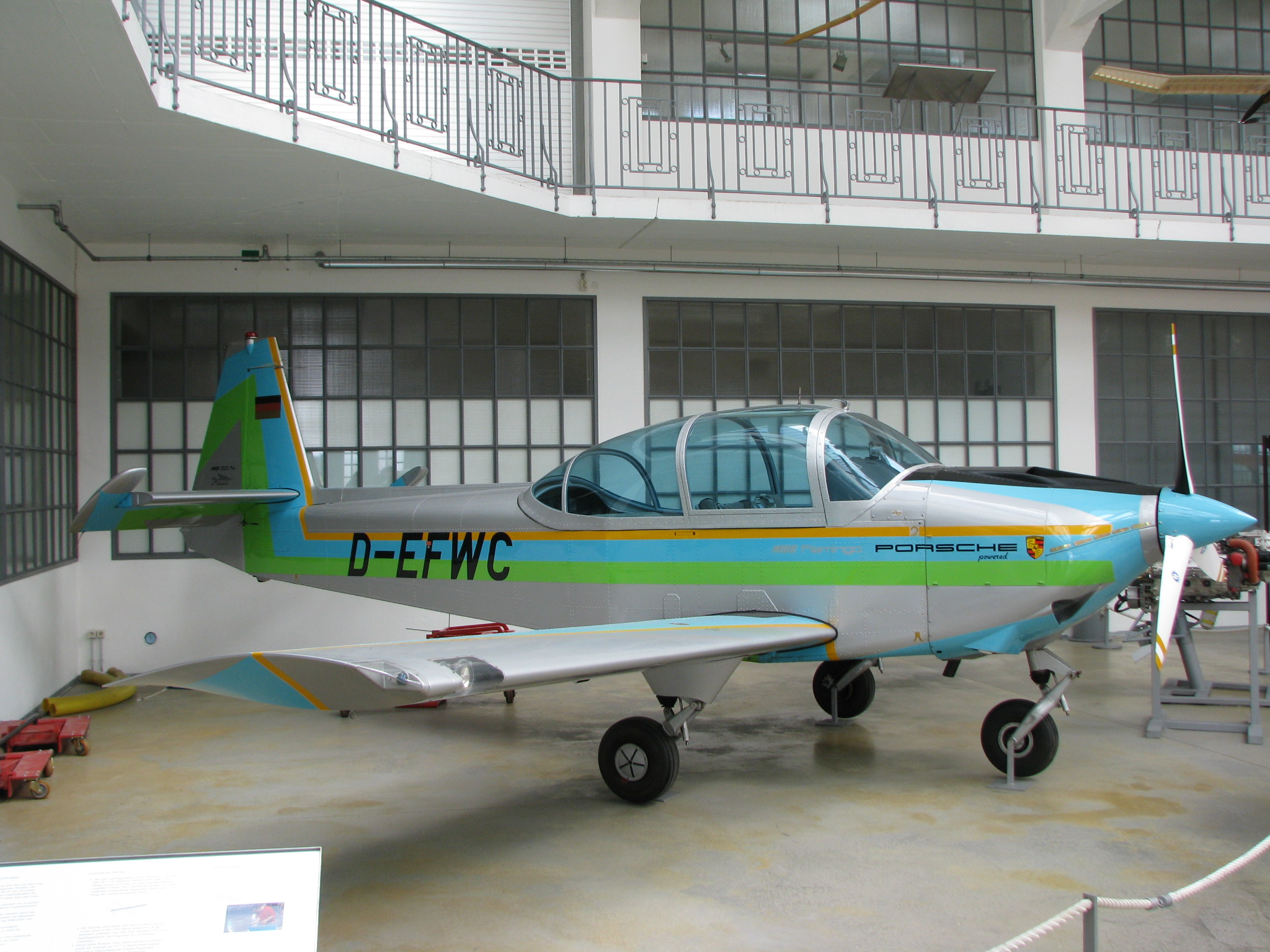
MBB 223 Flamingo PFM in der Flugwerft Schleißheim

Das Flugzeug SIAT 223/K ist die erste deutsche Nachkriegsentwicklung, die eine Schulung in fast allen Kunstflugfiguren (zweisitzig) erlaubt. Der Erstflug der V1 mit dem Kennzeichen D-ECRO erfolgte am 1. März 1967 durch Herbert Plasa vom Flugplatz Laupheim. Entwickelt wurde das Flugzeug durch die Siebel Flugzeugwerke-ATG, einer Tochtergesellschaft der Waggon- und Maschinenbau GmbH Donauwörth (WMD), bei der seit 1965 die Bölkow GmbH Hauptgesellschafter war und die seit 1968 zum MBB-Konzern gehört (heute EADS). Die Musterzulassung wurde bereits im Juli 1968 erteilt und noch im gleichen Jahr begann die Serienfertigung.
Der Name Flamingo hat Tradition im Flugzeugbau bei MBB. Die Udet U 12 Flamingo, gebaut von den Bayerischen Flugzeugwerken (später umbenannt in Messerschmitt AG) galt in den 1920er Jahren als eines der besten deutschen Schulflugzeuge. Zunächst fertigte man von der SIAT 223 vier Vorserienflugzeuge, die bei Lufthansa und Swissair erprobt sowie auf in- und ausländischen Luftfahrtmessen gezeigt wurden. Die Entwicklungskosten beliefen sich auf fast 5 Millionen DM. 1968 startete die Serienproduktion im Werk Laupheim. Von dem preisgekrönten Schul-, Kunst- und Reiseflugzeug sollten in einer ersten Serie 125 Stück gebaut werden. Bei der Flugerprobung der als Prototyp für die Kunstflugversion mit Lycoming-AIO-360-A1A-Motor gedachten V4 brach der Verstellmechanismus des Propellers, wobei bei der folgenden Notlandung die Maschine irreparabel beschädigt wurde.
Für die Swissair-Flugschule in Hausen am Albis wurden die ersten zehn SIAT 223 Flamingo mit der Werknummer 11 bis 20 produziert, wobei die letzte die erste serienmäßige Kunstflugversion K-1 war. Sie wurden 1983 bei Swissair ausgemustert und sechs flogen 2010 wieder mit einer deutschen Zulassung. 15 Maschinen in der Kunstflugversion wurden an die türkische Luftwaffe für die Anfängerschulung geliefert. Der Einführungspreis betrug damals 75.000,- DM. Sie wurden dort bis 1990 ausgemustert und bis auf drei verschrottet. Die Lufthansa entschied sich nicht für die SIAT 223, sondern bestellte die Beech Debonair. Man erhoffte sich auch die Bundeswehr als Kunden, die aber nicht von der Piaggio 149 wechseln wollte. Die Produktionskosten der SIAT 223 betrugen 125.000,- DM pro Flugzeug, da man anstelle der geplanten 3.000 Arbeitsstunden tatsächlich 9.000 Stunden benötigte. Die Flamingoproduktion wurde 1970 in Laupheim eingestellt und die Produktionsanlagen eingelagert. Durch Vermittlung von Willy Messerschmitt wurde 1971 die Baulizenz durch die Flugzeug-Union Süd GmbH (FUS) an Hispano Aviacón vergeben und 1972 an die spanische CASA weitergereicht. Von 1972 bis 1974 übernahm diese in Sevilla die SIAT-223-Fertigung als CASA C-223 Flamingo. Aus dieser Produktion ging eine Flamingo an die spanische Luftwaffe, vier wurden zivil zugelassen und 45 gingen an die syrische Luftwaffe. Der Schweizer Flugzeughersteller Farner baute in Grenchen nach Übernahme der Lizenz durch MBB im Jahre 1975 ab 1977 weitere 17 Flamingo K-1 für Syrien. Eine angefangene Produktion für die Türkei wurde nicht mehr fertiggestellt. Unter der Leitung von Biterolf Essenfelder baute Fa. Farner 1979 eine Flamingo aus spanischer Produktion (die erste in Spanien gebaute Maschine mit der Werksnummer 151, die 1974 einen Rollschaden erlitten hatte) auf einen turboaufgeladenen Motor TO-360-C1A6D mit 154 kW und Dreiblattpropeller um; es entstand die verbesserte Version 223T1. Der Erstflug der D-EFWC erfolgte am 25. April 1979 in Grenchen durch Hermann Liese. 1986 wurde in dieses Flugzeug dann ein Porsche-Flugmotor PFM 3200 (Erstflug am 16. April 1986) eingebaut und auf der ILA Hannover als MBB 223A-4 vorgestellt. Dieses Flugzeug steht heute nach der Schenkung im August 1992 in der Flugwerft Schleißheim. Zu einer Serienfertigung der SIAT 223 kam es wegen zu geringer Nachfrage nicht mehr. Insgesamt wurden 96 SIAT 223 gebaut, 29 in Deutschland, 50 in Spanien und 17 in der Schweiz. Im Jahr 2009 flogen noch acht Flamingo in Deutschland (2 V1, 1 K1, 5 A1), eine in Spanien sowie einige in Syrien.

## Konstruktion
Die SIAT 223 Flamingo ist ein 2+2-sitziger, freitragender Tiefdecker in Ganzmetallbauweise. Der Rumpf ist in Schalenbauweise aus Aluminium hergestellt. Die Tragflächen aus Aluminium verfügen über einen Haupt- und einen Hilfsholm. Der Hauptholm ist innerhalb des Rumpfes als Kastenprofil und in den Flügelflächen als C-Konstruktion ausgeführt. Die Hauptholme sind über das Kastenprofil und eine Holmbrücke durchgängig fest verbunden. Das Flächenprofil NACA 642-A-215 wurde für die rechteckigen Tragflächen verwendet. Mit dem Steuerknüppel werden die Querruder und das Höhenruder über Gestänge betätigt. Über Seilzüge wird das Seitenruder bedient. Querruder und Seitenruder sind über eine Feder miteinander verbunden, um ein Jet-ähnliches Flugverhalten zu erreichen. Das Flugzeug ist auf allen drei Achsen trimmbar. Die Steuerung ist leichtgängig, gut ausbalanciert und präzise. Die Landeklappen werden elektrisch betätigt. Das Flugzeug hat ein geschlepptes, starres Fahrwerk mit einem ungelenkten Bugrad. Die verwendete Bremsanlage stammt von Goodyear. Die Schiebehaube des Cockpits erlaubt eine ausgezeichnete Rundumsicht aus der geräumigen, 1,12 m breiten Kabine. Eine Wartungsklappe in der Rumpfbeplankung, zwischen Brandschott und Frontscheibe, ermöglicht einen einfachen Zugang zur Avionik. Cowling und Randbögen sind aus GFK. Durch den Einsatz vieler baugleicher, wiederkehrender Teile war das Flugzeug kostengünstig zu produzieren. Es wurde Wert gelegt auf eine stabile Konstruktion. Als Antriebsmotor dient der Boxermotor Lycoming IO-360 C1B und in der Acroversion AIO-360 A. In Prototypen setzte man den Motor TO-360 sowie den Porsche PFM 3200 ein. Bei der Luftschraube handelt es sich um einen Constant-Speed-Propeller Hartzell HC-C2YK-1B. In Verbindung mit dem Porschemotor baute man einen Hofmann 3-Blattpropeller ein. Die Tragflächentanks fassen zusammen 170 l (V-Modelle: 220 l). Die Acroversion K1 verfügt über eine Rückenflugschmierung und einen Rückenflugtank.

## Nutzung
Der Trainer SIAT 223 wurde entwickelt als robustes Schulflugzeug für angehende Jet-Piloten der Lufthansa, der Swissair und für die militärische Anfangsschulung. Es sollte ein 3-sitziger Trainer mit höherer Flächenbelastung, stärkerem Motor, Verstellpropeller und Kunstflugtauglichkeit sein.
Auch eine Version als Sprühflugzeug wurde entwickelt.

## Versionen
- V1  Vorserienausführung
- A1  Utility/Normal bedingt kunstflugtauglich
- K1  Acroversion
- T1  Verbesserte Version mit Turbolader
- M4  mit Porsche PFM 3200

## Technische Daten
| Kenngröße                  | Daten                   |
| -------------------------- | ----------------------- |
| Sitzplätze                 | 2+2                     |
| Länge                      | 7,43 m                  |
| Spannweite                 | 8,28 m                  |
| Höhe                       | 2,70 m                  |
| Flügelfläche               | 11,5 m²                 |
| Flügelstreckung            | 6,0                     |
| Flächenbelastung           | 91,3 kg/m²              |
| Belastbarkeit              | +6g / −4g               |
| Startrollstrecke           | 220 m                   |
| Leermasse                  | 685 kg                  |
| Startmasse                 | 1050 kg                 |
| Reisegeschwindigkeit       | 117 kn (ca. 220 km/h)   |
| Höchstgeschwindigkeit      | 131 kn (ca. 240 km/h)   |
| höchstzul. Geschwindigkeit | 165 kn (ca. 310 km/h)   |
| Dienstgipfelhöhe           | 12.300 ft (ca. 3.750 m) |
| Reichweite                 | 880 km                  |
| Triebwerk                  | ein Lycoming IO-360 C1B |